# Félix Maradiaga
Félix Alejandro Maradiaga Blandón (Jinotega, 23 de septiembre de 1976) es un académico y activista político nicaragüense. De 2002 a 2006 fue Secretario General del Ministerio de Defensa durante la presidencia de Enrique Bolaños. Maradiaga es el codirector fundador del Instituto de Liderazgo de la Sociedad Civil.
Maradiaga es precandidato a la presidencia en las elecciones generales nicaragüenses de 2021. El 8 de junio de 2021 fue detenido por el gobierno de Daniel Ortega.

## Biografía
Félix Maradiaga nació en Jinotega, el 23 de septiembre de 1976 y creció en Matagalpa. Su infancia estuvo marcada por la pérdida de su padre, quien falleció en un accidente de tráfico. Su madre, una maestra de secundaria que también trabajaba como comerciante para mantener a la familia, se convirtió en la jefa del hogar. La situación económica y la guerra la obligaron a tomar decisiones difíciles. En 1988 su madre lo envió indocumentado a Estados Unidos y por un tiempo estuvo en un campo de refugiados. Fue acogido por una familia nicaragüense y vivió al cuidado de sus padres adoptivos en el sur de Florida durante dos años.
A su regreso a Nicaragua en 1990, retomó sus estudios en Matagalpa, donde tuvo como mentor al Arzobispo de Managua, Cardenal Leopoldo Brenes, quien le pidió formar la pastoral juvenil de Matagalpa. En este período aprendió sobre la no violencia, la participación ciudadana y el fortalecimiento de la democracia. Después de la secundaria, recibió una beca de una división de la Universidad Keizer con sede en San Marcos, Carazo, donde estudió ciencias políticas y relaciones internacionales.
Posteriormente estudió una Maestría en Administración Pública de la Universidad de Harvard, donde se graduó con honores. En 2009, estudió derecho y ciencias políticas en Yale como miembro de los Yale World Fellows. 

## Trayectoria

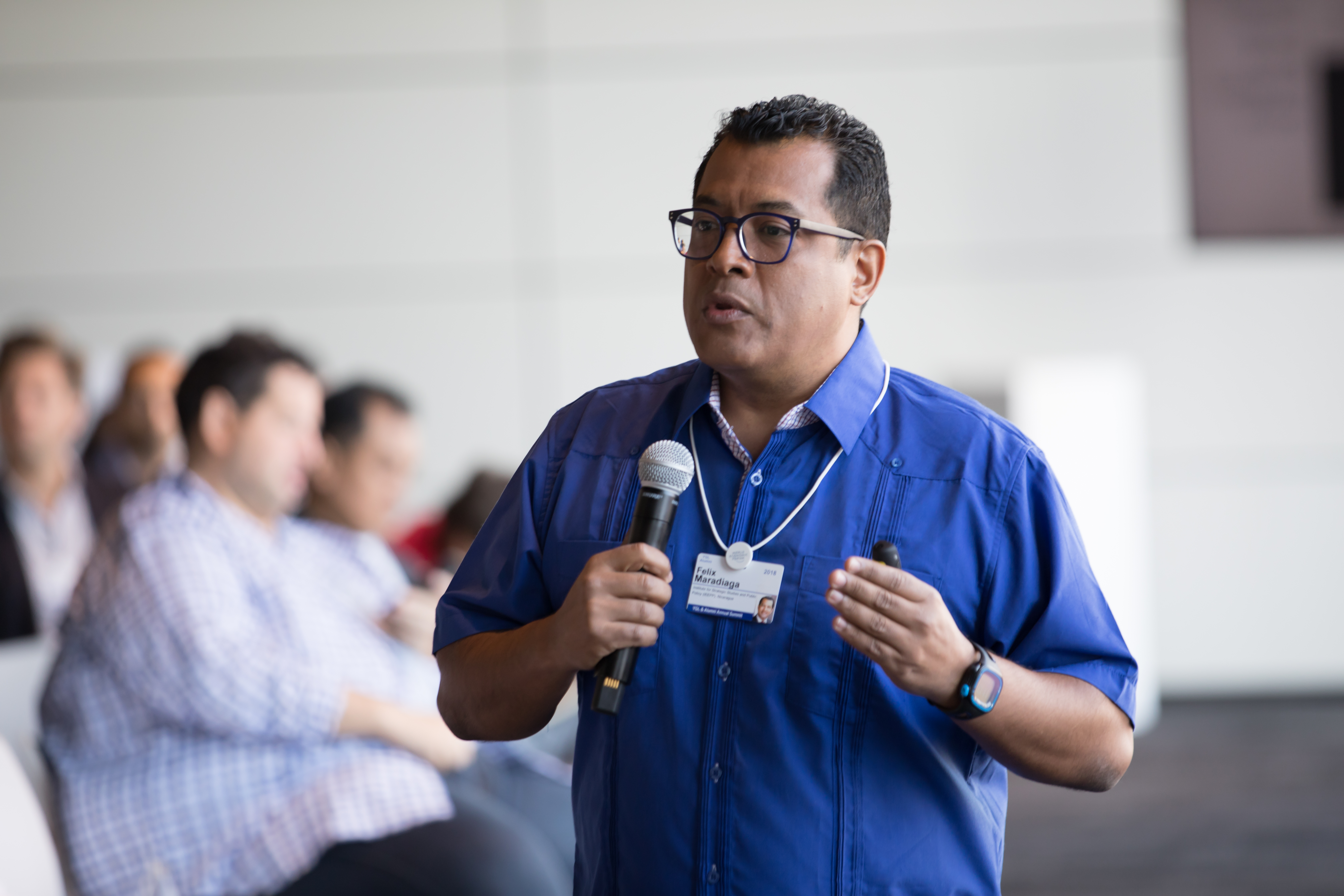
Félix Maradiaga en 2018. YGL Alumni Annual Summit 2018

Entre 1997 y 2001 fue director de la Oficina de Reintegración de Excombatientes, contribuyendo así a los esfuerzos de desarme, desmovilización y reintegración de 2.300 miembros de la guerrilla nicaragüense. En 2004, se convirtió en el Secretario General más joven del Ministerio de Defensa de Nicaragua, donde los recursos humanos promovieron el bienestar social y económico de los excombatientes, ayudando a cientos de personas a convertirse en empresarios locales a través de diversas iniciativas de la agroindustria.
A partir de 2011, se desempeñó como coordinador académico del Instituto de Liderazgo de la Sociedad Civil. Entre 2012 y 2016, cofundó y dirigió Pioneer Capital Partners, una empresa enfocada en promover inversiones para Centroamérica y el Caribe. En 2017, fue nombrado Director Ejecutivo del Instituto de Estudios Estratégicos y Políticas Públicas (IEEPP), donde centró su trabajo en investigar el impacto de la corrupción en la administración pública y la importancia de la inversión pública en educación, salud y desarrollo en infancia para reducir la pobreza.
Maradiaga es líder del movimiento Unidad Nacional Azul y Blanco (UNAB), uno de los principales grupos de oposición formados a raíz de la protesta y la represión sangrienta que siguió por el gobierno de Daniel Ortega que estalló en abril de 2018. En septiembre de 2018, testificó ante el Consejo de Seguridad de la ONU sobre la represión del gobierno. Posteriormente se dictó orden de detención contra él, acusándolo de "delincuencia organizada y financiación del terrorismo". Ese mismo año, Maradiaga fue hospitalizado por un grupo de simpatizantes del gobierno en León. Maradiaga luego huyó del país. Regresó a Nicaragua en septiembre de 2019 y aunque la policía esperaba su llegada al aeropuerto, no fue arrestado .Se postula a la presidencia durante las elecciones nacionales de Nicaragua de 2021. El 8 de junio de 2021 fue detenido por el gobierno de Ortega, el tercer candidato de la oposición detenido.. Pero fue puesto en libertad el 9 de febrero de 2023 junto con 221 reos políticos más, 606 días después de su encarcelamiento en 2021. Una acción ordenada por el régimen Ortega Murillo a lo que denominaron "deportación inmediata" y una vez fuera de la Dirección de Auxilio Judicial conocido popularmente como "El Chipote", le ordenaron subir a un avión sin saber a donde se dirigía  y fue trasladada directamente a Washington (EE.UU.) Su nacionalidad nicaragüense, junto a la de los otros presos, fue revocada. El gobierno de España ofreció garantizar la nacionalidad a todos los presos.